# Лициния Евдоксия
Лици́ния Евдокси́я (лат. Licinia Eudoxia; 422, Константинополь — около 493, Константинополь) — дочь императора Восточной Римской империи Феодосия II и Евдокии.
В 437 году Лициния Евдоксия стала женой императора Западной Римской империи Валентиниана III. В браке Евдоксии и Валенитинана родилось двое дочерей Плацидия (жена будущего императора Олибрия) и Евдокия (жена Цезаря Палладия и короля вандалов Хунериха). Когда в 455 году Валентиниан был умерщвлён, сенатор Петроний Максим, захвативший власть в Риме, принудил Евдоксию вступить с ним в брак.

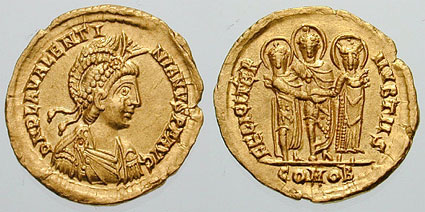
Солид с изображением свадьбы Валентиниана и Евдоксии

Лициния Евдоксия тайно призвала короля вандалов Гейзериха в Рим. В 455—462 годах вместе с двумя дочерьми она находилась в плену у вандалов в Африке, затем, во многом благодаря стараниям восточно-римского императора Льва I Макеллы, была отпущена в Константинополь.